# Окружна рада (Велика Британія)
Окружна́ ра́да — одиниця місцевого управління в Англії й Уельсі.
До її повноважень відносяться: будівництво, планування розвитку округу, дороги, автобусне сполучення, охорона довкілля (чисте повітря, переробка відходів, гарантія якості продуктів харчування і гігієни), нагляд, за виконанням законів про офіси, крамниці і залізниці, реєстрація виборців, музеї, художні галереї, парки, ігрові майданчики, басейни, цвинтарі та ін.
Окружна рада метрополії також займається проблемами освіти, бібліотек тощо